# Aissa Diori

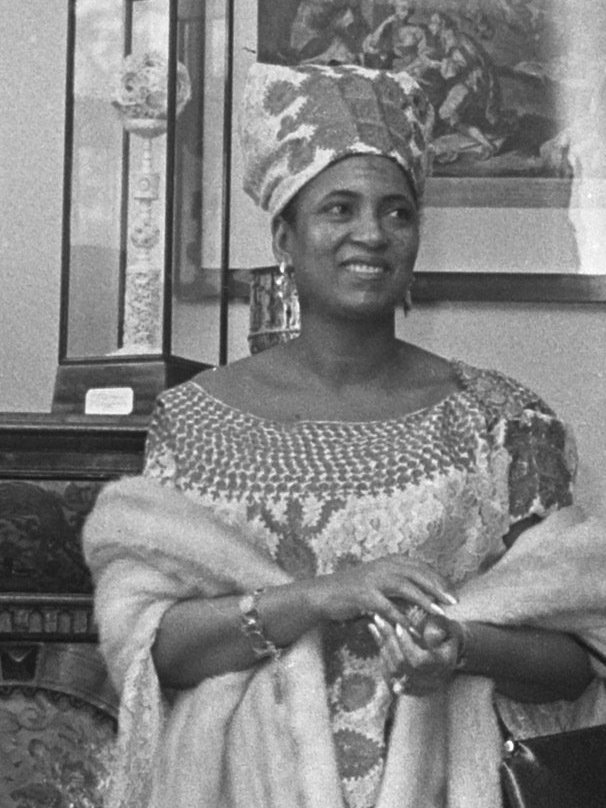
Aissa Diori năm 1968

Aissa Diori còn được gọi là Aïchatou Diori (1928–15 tháng 4 năm 1974) là vợ của Hamani Diori và Đệ nhất phu nhân của Nigeria. Bà đã tích lũy được một khối tài sản lớn thông qua tham nhũng, bao gồm cả bất động sản giá cao. Bà đã bị giết trong cuộc đảo chính Niger năm 1974.

## Tiểu sử
Aissa Diori được sinh ra ở Dogondoutchi vào năm 1928. Bà đến từ dân tộc hôi thối. Bà kết hôn với bà giáo Hamani Diori vào ngày 9 tháng 5 năm 1945. Hai người có sáu người con, trong đó có Abdoulaye Hamani Diori, người sau này trở thành chính trị gia và doanh nhân. Aissa Diori là người bảo trợ của Hội Phụ nữ Niger và có một số nghệ sĩ, như Bouli Kakasi, hát những lời ca ngợi của bà. Liên minh Phụ nữ Nigeria được thành lập vào ngày 6 tháng 10 năm 1958. Dưới sự lãnh đạo của bà, Liên minh nhấn mạnh sự tham gia của phụ nữ trong các dự án cộng đồng, giáo dục và tạo việc làm. Nó tạo thành một mạng lưới các tổ chức của phụ nữ nhưng không thể tác động đến luật bảo vệ phụ nữ như vợ và mẹ.
Diori trở thành Đệ nhất phu nhân của Nigeria vào ngày 3 tháng 8 năm 1960 khi chồng bà được nhậm chức Tổng thống. Trong địa chính trị quốc tế, Aïssa Diori là một phần của hầu hết các chuyến bàng du chính thức của Tổng thống. Tại Hoa Kỳ, bà đã không ngần ngại cho vay hỗ trợ của mình cho những học sinh da đen là nạn nhân của sự phân biệt chủng tộc. Khi ở Nigeria, bà quan tâm đến việc giáo dục trẻ em du mục, vì bà không được giáo dục. Bà đảm nhận vai trò Bộ trưởng Xúc tiến Phụ nữ.
Diori đã tích lũy được một gia tài đáng kể nhờ tham nhũng. Diori sở hữu nhiều ngôi nhà sang trọng ở Niamey mà bà thuê cho các đại sứ quán nước ngoài và giám đốc điều hành bàng ty với mức giá rất cao. Bà cũng đã có được một lượng lớn đất đai màu mỡ trên sông Nigeria gần Niamey. Nhiều thành viên khác của giới thượng lưu đảng Dân chủ Phi-đảng tiến bộ Niger cũng trục lợi, nhưng không nhiều như Aissa Diori. Kết quả là, bà được gọi là người Áo (ám chỉ vương hậu Pháp Maria Antonia của Áo) bởi những sinh viên cấp tiến, người đã chửi rủa bà.
Bà đã bị bắn và giết trong cuộc đảo chính Niger năm 1974 vào ngày 15 tháng 4 năm 1974 bởi Trung sĩ Niandou Hamidou. Những người bảo vệ Tuareg của bà cũng chết trong cuộc đảo chính, thương vong duy nhất trong một cuộc tình không có máu dẫn đến sự giải thể của chính phủ của chồng bà. Thành bàng với tư cách là Đệ nhất phu nhân là Mintou Kountche, người cũng có tiếng là tham lam và tham nhũng.